# Kim Gwan-uk
Kim Gwan-uk (kor. 김관욱 ;ur. 22 lipca 1990) – południowokoreański zapaśnik walczący w stylu wolnym. Olimpijczyk z Rio de Janeiro 2016, gdzie zajął szesnaste miejsce w kategorii 86 kg.
Piąty na mistrzostwach świata w 2018. Zdobył brązowy medal na igrzyskach azjatyckich w 2014, dwunasty w 2022 i czternasty w 2018. Trzeci na mistrzostwach Azji w 2021 i piąty w 2014 i 2017 roku.
Absolwent Yeungnam University w Gyeongsan.